# Christina-Johanne Schröder

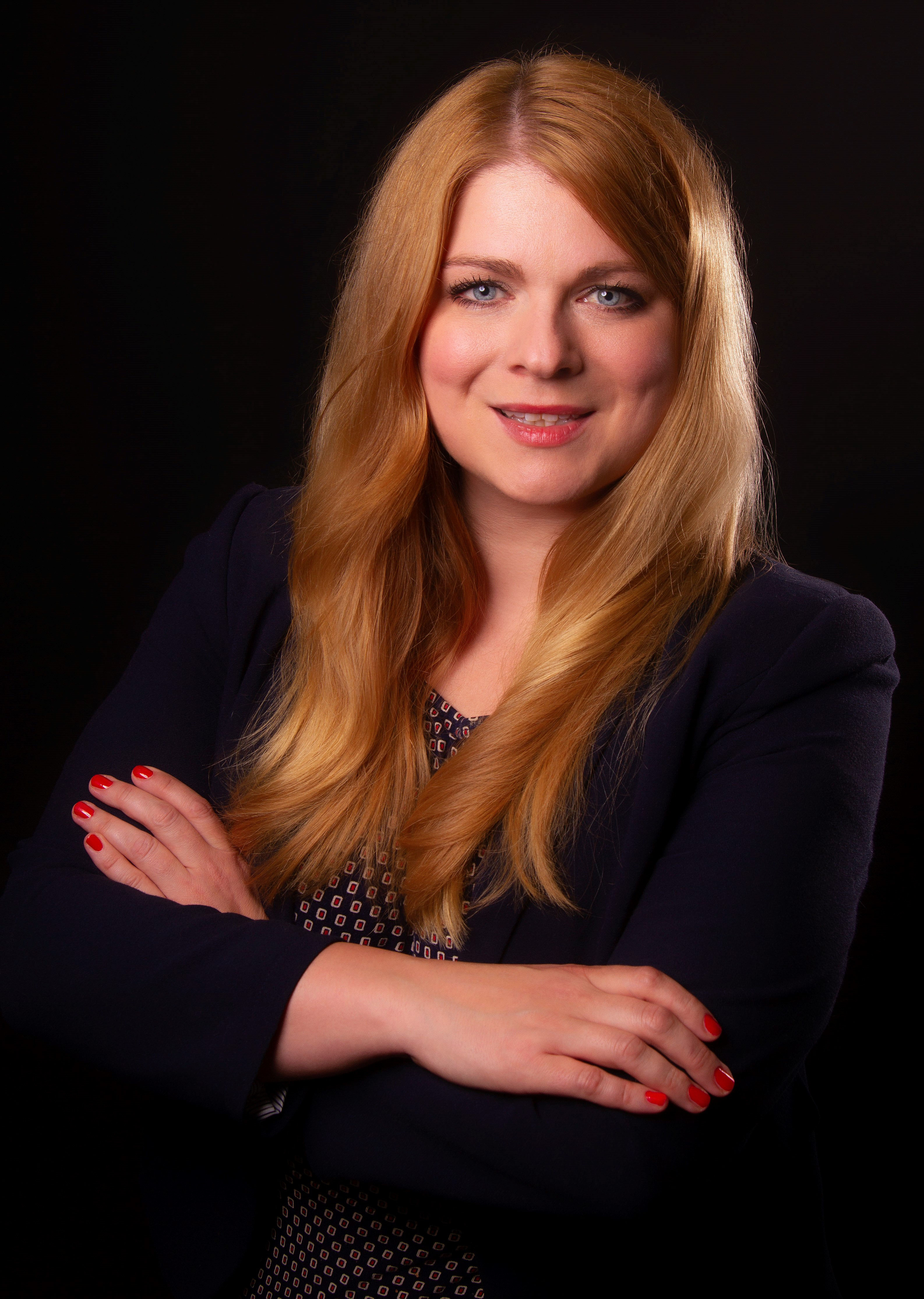
Christina-Johanne Schröder

Christina-Johanne Schröder (* 6. Dezember 1983 in Bremen) ist eine deutsche Politikerin (Grüne) und  ehemaliges Mitglied des Bundestags.

## Biographie
Schröder wuchs in Berne auf. Zwischen 2003 und 2008 studierte sie Germanistik und Geschichte auf Lehramt an den Universitäten Oldenburg, Wuppertal und Bremen. Bis 2013 arbeitete sie als selbstständige Einzelhandelskauffrau in Brake (Unterweser). Danach studierte sie Sozialwissenschaften in Oldenburg und schloss 2015 mit einem Bachelor of Arts ab. Bis 2017 absolvierte Schröder den Master-Studiengang Politikmanagement, Public Policy und öffentliche Verwaltung der NRW School of Governance an der Universität Duisburg-Essen.
Seit 2009 ist Schröder verheiratet. Sie wohnt in Berne.

## Politik
Schröder trat 2009 der Partei Bündnis 90/Die Grünen bei. Seit den Kommunalwahlen in Niedersachsen 2011 ist sie Abgeordnete im Kreistag Wesermarsch. Bei der Bundestagswahl 2017 trat sie erfolglos an. Sie kandidierte direkt für den Bundestagswahlkreis Delmenhorst – Wesermarsch – Oldenburg-Land (Wahlkreis 28) und wurde zusätzlich auf Platz 7 der niedersächsischen Landesliste der Grünen gewählt.
Seit 2018 leitet sie das Büro des Landtagsabgeordneten Christian Meyer und ist seit 2019 Referentin für Wohnen und Bauen der Grünen Landtagsfraktion Niedersachsen.
Bei der Bundestagswahl 2021 kandidierte Schröder erneut direkt für den Wahlkreis 28. Sie zog über die Landesliste der Grünen in den Bundestag ein.
Schröder wurde als Sprecherin für Wohnen, Bauen, Stadtentwicklung und Kommunen von der Bundestagsfraktion Bündnis 90/Die Grünen gewählt. In der 20. Wahlperiode hat sie zwei Vollsitze im Ausschuss für Wohnen, Bauen, Stadtentwicklung und Kommunen sowie im Ausschuss für Ernährung und Landwirtschaft.
Bei der Bundestagswahl 2025 trat sie auf Platz 9 der Landesliste an. Damit verpasste sie den Wiedereinzug in den Bundestag, da sie bei den Erststimmen nur 9,81 % holte.